# 松下禅尼

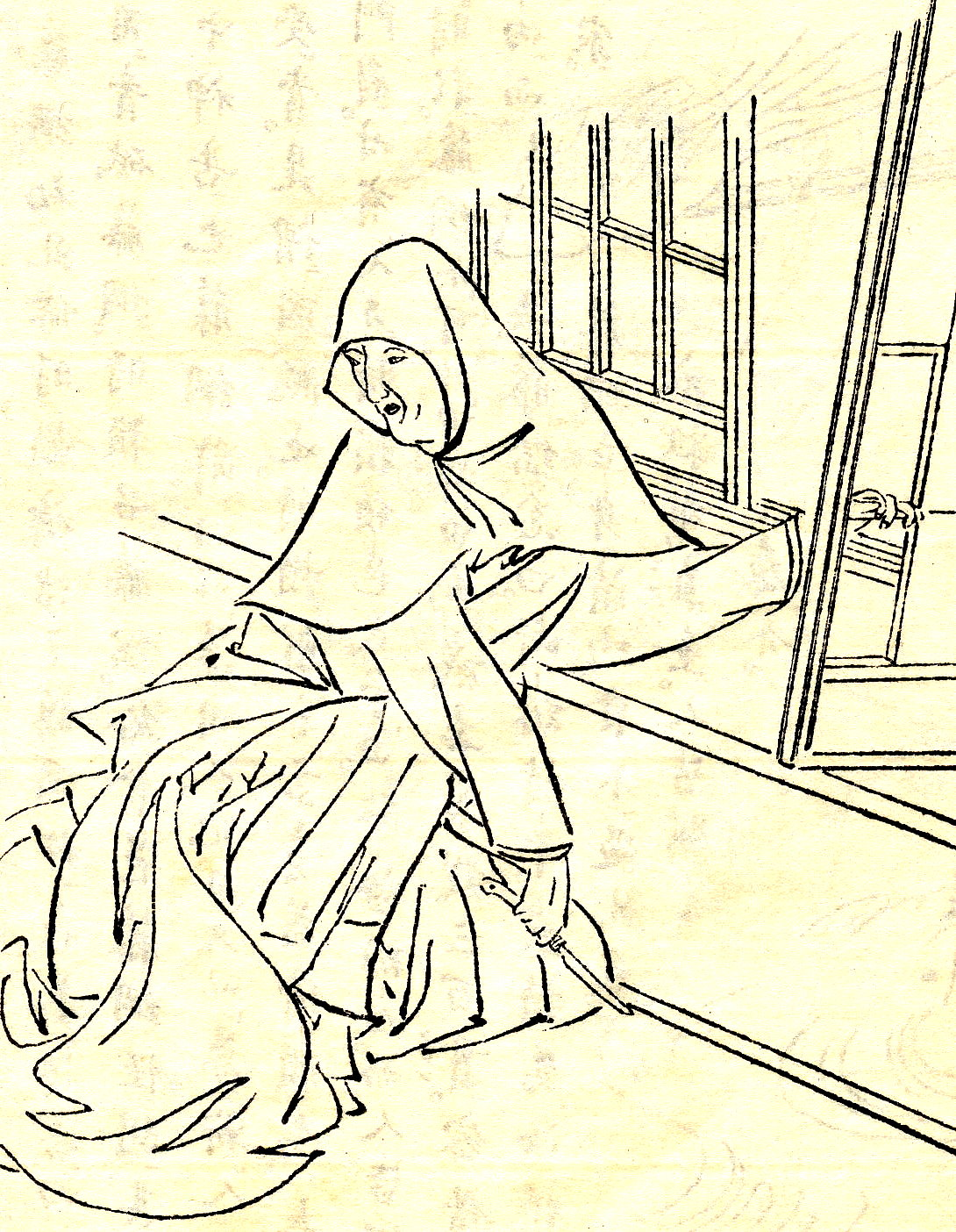
松下禅尼（江戸時代菊池容斎画）

松下禅尼（まつしたぜんに、生没年未詳）は、鎌倉時代中期の女性。鎌倉幕府の御家人・安達景盛の娘。北条時氏の正室。鎌倉幕府の第4代執権・北条経時、第5代執権・北条時頼の母。子は他に時定（為時）、檜皮姫、女子（北条時定室）など。

## 生涯
元仁元年（1224年）、六波羅探題となった時氏に従って上洛。のちに鎌倉に戻り、寛喜2年（1230年）の時氏の死後、出家して実家の甘縄邸に住んだ。『徒然草』184段に、障子の切り貼りを手づからしてみせて時頼に倹約の心を伝えたという逸話がみえ、昭和期の国語教科書などにも取り上げられた。
時氏の早世後は息子の経時や時頼の養育を務めた。第8代執権・北条時宗は松下禅尼の甘縄の邸で誕生している。
没年は不明だが、弘安5年（1282年）10月以前には死去している。

## 関連作品
映画
- 国難（1920年） - 演：三木淳
- 禅 ZEN（2009年） - 演：今本洋子

テレビドラマ
- 北条時宗（2001年） - 演：富司純子